# Pogonomys sylvestris
Pogonomys sylvestris är en däggdjursart som beskrevs av Thomas 1920. Pogonomys sylvestris ingår i släktet Pogonomys och familjen råttdjur. IUCN kategoriserar arten globalt som livskraftig. Inga underarter finns listade i Catalogue of Life.
Denna gnagare förekommer med flera från varandra skilda populationer på Nya Guinea. Arten lever i bergstrakter mellan 1300 och 2800 meter över havet. Habitatet utgörs främst av regnskogar och dessutom besöks trädgårdar. Individerna gräver underjordiska bon.